# Mabou
Mabou (Gaelico Scozzese: Màbu) è una piccola comunità rurale nella Contea di Inverness, sulla costa occidentale dell'isola di Capo Bretone, nella provincia canadese della Nuova Scozia. Questa località è caratterizzata da un'architettura storica, una cultura celtica e una comunità artistica attiva.
Mabou si trova all'inizio di un'insenatura al largo del Golfo di San Lorenzo denominata Mabou Harbour ed è circondata da basse montagne che fanno parte delle Creignish Hills.
Nel giro di pochi chilometri da Mabou c'è una rete di comunità cugine tra cui Mabou Harbour, Mabou Coal Mines, West Mabou, Brook Village e Glencoes.

## Nome
Si pensa che il nome Mabou derivi dalla parola Malabo, utilizzata dalla popolazione Mi'kmaq, che significa "luogo dove si incontrano due fiumi" (i fiumi Mabou e Mabou sudoccidentale). In gaelico canadese il villaggio è chiamato An Drochaid, che significa "Il ponte".

## Storia
Durante la fine del XIX° secolo e la prima metà del XX° secolo, l'attività economica principale di Mabou era incentrata su una miniera di carbone. La ferrovia Inverness-Richmond fu inaugurata nel 1901 per collegare le miniere di Mabou e Inverness ai moli di Mabou e Port Hastings.
L'attività mineraria cessò dopo la seconda guerra mondiale e la ferrovia fu abbandonata alla fine degli anni Ottanta e ora è un percorso per motoslitte. Oggi Mabou è principalmente un porto di pesca per una piccola flotta di pescherecci per l'aragosta. Ospita anche una scuola superiore che serve la contea centrale di Inverness.